# Seinfeld
Seinfeld este un sitcom american, creat de Larry David și Jerry Seinfeld (care, în plus, joacă rolul principal).  Episodul pilot al serialului a fost transmis în 5 iulie 1989, serialul propriu-zis debutând în mai 1990.  Deși n-a avut succes imediat, popularitatea sa a crescut cu timpul, încetul cu încetul.  În 1992 - 1993, în sezonul al IV-lea, s-a aflat pentru prima dată în topul 25 al serialelor după audiență, pentru ca în sezonul 1994 - 1995 să ajungă pe locul întâi.  Când ultimul episod al serialului a fost transmis pe 14 martie 1998, a fost vizionat de 76 milioane de telespectatori. 

Până la urmă, "Seinfeld" a rulat timp de 9 sezoane, cu 180 de episoade în total.

## Personajele
Jerry Seinfeld are rolul unui comic de treizeci și ceva de ani, care are 3 prieteni apropiați: George (Jason Alexander), un individ complexat și adesea mincinos, vecinul excentric Kramer (Michael Richards) și fosta sa prietenă Elaine (Julia Louis-Dreyfus). Printre alții, vecinul lui Kramer, Newman, părinții lui Jerry și părinții lui George apar în mai multe episoade ale serialului.

## Subiect
Seinfeld este cunoscut ca "serialul despre nimic", dar de fapt, foarte multe s-au întâmplat în serialul acesta plin de fantezie, care a îndrăznit să încalce numeroase tabuuri. Spre exemplu, într-un episod foarte faimos, cele 4 personaje principale au avut o competiție între ei care consta în abținerea de a se masturba pentru cât mai mult timp.  Serialul este lipsit atât de elementele sentimentale cât și de intențiile moralizatoare de obicei prezente în serialele americane.

## Vezi și
- Cele mai bune 50 de seriale din toate timpurile #1